# Християнізація Литви

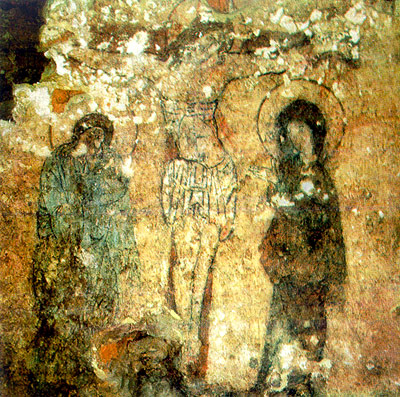
Фреска у Вільнюському соборі, датована християнізацією Литви

Хрещення Литви (лит. Lietuvos krikštas) відбулося в 1387 р. за ініціативою польського короля та великого князя литовського Владислава II Ягайла та його двоюрідного брата Вітовта Великого. Це було офіційне прийняття християнства Литвою, останньою язичницькою країною в Європі. Ця подія завершила один із найжорстокіших процесів християнізації в європейській історії.

## Історія

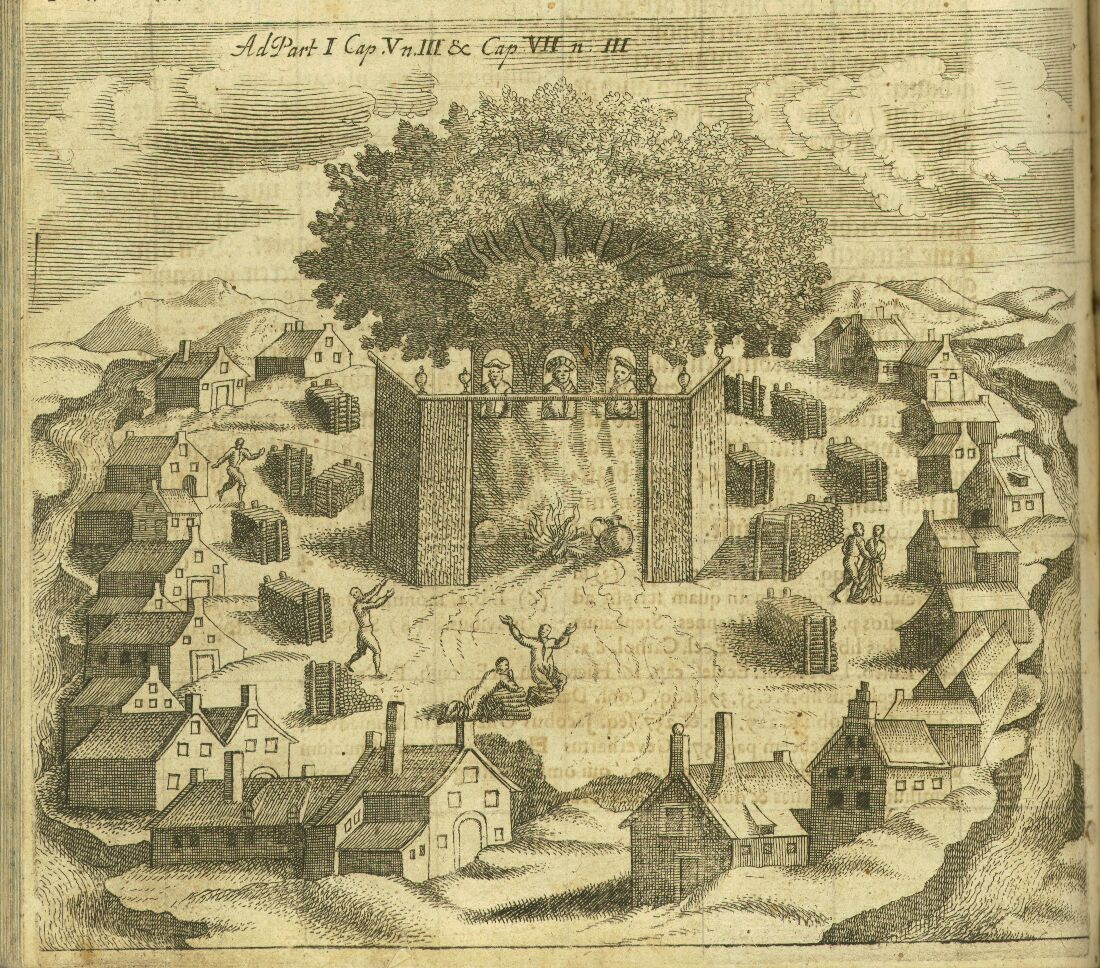
Святилище Ромува в Пруссії

### Ранні контакти зі східним православним християнством
Контакти литовців з християнською релігією передували заснуванню князівства Литовського у 13 столітті. Перший відомий запис імені Литва (Litua), зафіксований у Кведлінбурзькому літописі в 1009 році, стосується халкедонських місіонерів на чолі з Бруно Кверфуртським, які охрестили кількох правителів Ятвягів, сусіднього балтійського племені. Однак литовці мали активніші контакти з Київською Руссю та наступними східнослов'янськими державами, які прийняли східно-православне християнство після християнізації Київської Русі в X столітті.
Коли литовські князі поширювали своє панування на схід, вплив слов'янських держав на їх культуру посилювався. Їхні підлеглі та люди наслідували їхній приклад, запозичуючи, наприклад, багато східнослов'янських версій християнських імен у XI—XII століттях. Ці запозичення набували дедалі більшого поширення серед язичницького населення в Аукштайтії, хоча набагато менше в Жемайтії. Вплив православного християнства на язичницьку литовську культуру засвідчується приблизно в третині нинішніх литовських прізвищ, які побудовані на основі хрестильних імен, мають старослов'янське походження. Крім того, литовські слова для «церква», «хрещення» та " піст " класифікуються як «запозичені слова з російської, а не польської мови».

### Хрещення Міндовга

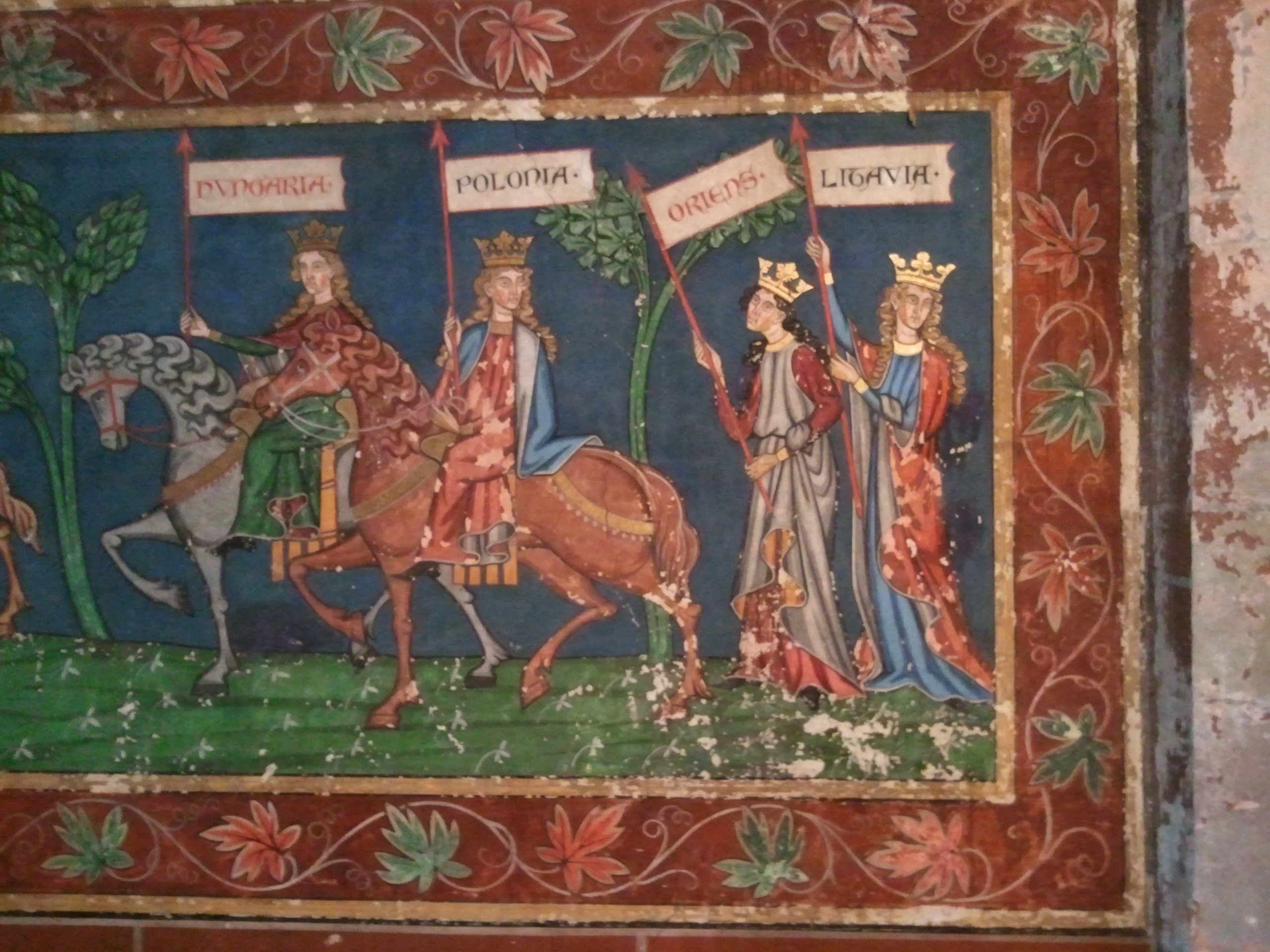
Середньовічна фреска церкви Сен-П'єр-ле-Жон у Страсбурзі, що зображує шлях 15 європейських націй до християнства. Литва представлена як остання постать.

Виникнення держави під проводом ченців Лівонського ордену навколо литовських кордонів зробило досить актуальним вибір державної релігії. Першим великим князем Литви, який прийняв західне християнство, був Міндовг, хоча його племінник і суперник Таутвілас зробив це раніше, в 1250 році. Перші переклади католицьких молитов з німецької мови були зроблені за його правління і відомі з того часу.

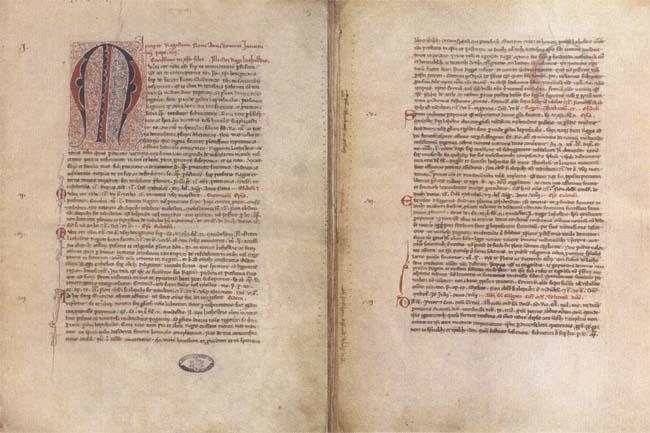
Була Папи Інокентія IV щодо ставлення Литви під юрисдикцію Римського єпископа, хрещення та коронації Міндовга

У 1249 р. союзник Таутвіласа Данило Галицький напав на Наваградак, а в 1250 р. Інший союзник Таутвіласа, Лівонський орден, організував великий набіг на землю Нальші та володіння Міндовга у самій Литві. Потерпаючи від нападів з півдня та півночі та зіткнувшись із можливістю заворушень в іншому місці, Міндовг потрапив у надзвичайно скрутне становище, але зумів використати конфлікти між Лівонським орденом та Ризьким архієпископом у власних інтересах. У 1250 або 1251 році Міндовг погодився прийняти хрещення та відмовитись від контролю над деякими землями у західній Литві, за що він мав натомість отримати корону.
Міндовг та його родина були охрещені за католицьким обрядом у 1250 або 1251 році. 17 липня 1251 р. Папа Римський Інокентій IV видав папську булу, проголошуючи Литву Королівством і під юрисдикцією Римського єпископа. Міндовг та його дружина Морта були короновані приблизно влітку 1253 року, було утворено Литовське королівство, формально християнську державу. Навіть ставши католиком, король Міндовг не переставав жертвувати власним богам. Після того як Міндовг відмовився від християнства і вигнав усіх християн з Литви в 1261 році, Велике князівство Литовське втратило статус західнохристиянської держави. Незважаючи на хрещення правлячої родини, Литва не стала справді християнською державою, оскільки не застосовувала плідних зусиль щодо навернення її населення; Литовці та жемайти твердо притримувалися релігії своїх предків.

### Коливання між Сходом та Заходом
Наступники Міндовга не виявляли достатньої зацікавленості йти по його стопах. Десятиліття коливались між латинським та православним варіантами. «Для Гедиміна і Альгерда збереження язичництва було корисним дипломатичним інструментом і зброєю … що дозволило їм використовувати обіцянки про навернення як засіб збереження своєї влади і незалежності». Великий князь Альгерд застосовував варіант «динамічної рівноваги». Протягом свого правління він дражнив і Авіньйон, і Константинополь перспективами навернення; було здійснено кілька невдалих спроб провести переговори про хрещення Литви.
Щоб уникнути подальших зіткнень з Тевтонським орденом, у 1349 році литовський співправитель Кейстут розпочав переговори з Папою Климентом VI про навернення і отримав обіцянку королівської корони для себе та своїх синів. Альгірдас охоче залишався осторонь справи і займався порядками в русинській частині держави. Посередник у переговорах, польський король Казимир III, здійснив несподіваний штурм Волині та Бреста у жовтні 1349 р., що зіпсувало план Кейстута. Під час польсько-литовської війни за Волинь угорський король Людовик I запропонував Кейстуту мирну угоду 15 серпня 1351 р., Згідно з якою Кейстут зобов'язувався прийняти християнство та надати Королівству Угорщина військову допомогу в обмін на королівську корону. Кейстут підтвердив згоду, здійснивши язичницький ритуал щоб переконати іншу сторону. Насправді Кейстут не мав намірів дотримуватися угоди і втік на шляху до Буди.
До XIV століття Велике князівство Литовське позиціонувало себе як наступник Київської Русі в західній частині її князівств. Хоча його государем був язичник, більшість населення складали слов'яни та православні. Щоб узаконити своє правління на цих територіях, литовські царські особи часто вступали в шлюб з православною Рюрикською аристократією Східної Європи. Як результат, деякі литовські правителі охрестилися у східному православ'ї або дітьми (Швітрігайла), або дорослими. Першим був Вайсельга, син і спадкоємець Міндовга, який прийняв чернечі постриги в православному монастирі в Лаврашеві біля Новогрудка, а згодом заснував там монастир.

### Християнізація Ягайла та Вітовта
Остаточно вирішилося питання християнізації Литви при Йогайлі. Його мати закликала його одружитися з Софією, дочкою московського князя Дмитра, яка вимагала від нього спочатку прийняти православ'я та зробити Литву феодом Великого князівства Московського. Однак цей варіант був нереальним і навряд чи б зупинив хрестові походи проти Литви з боку Тевтонського ордену. Тому Йогайла вирішила прийняти польську пропозицію стати католиком і одружитися з королевою Польщі Ядвігою. На цих та інших умовах 14 серпня 1385 року в замку Крева Йогайла погодився прийняти християнство, підписавши Кревську унію.
Владислав II Ягелло був належним чином охрещений у Вавельському соборі в Кракові 15 лютого 1386 р. І став королем Польщі. За ним похрестилися більшість його придворних та лицарів,, а також брати Ягайлові Коригайло, Вігунт, Свидригайло і двоюрідний брат Вітаутас. Йогайла направив Познанського єпископа Доброгоста послом до Папи Римського Урбана VI із клопотанням про встановлення єпископського престолу у Вільнюсі та призначення Анджея Ястшембця на його місце.

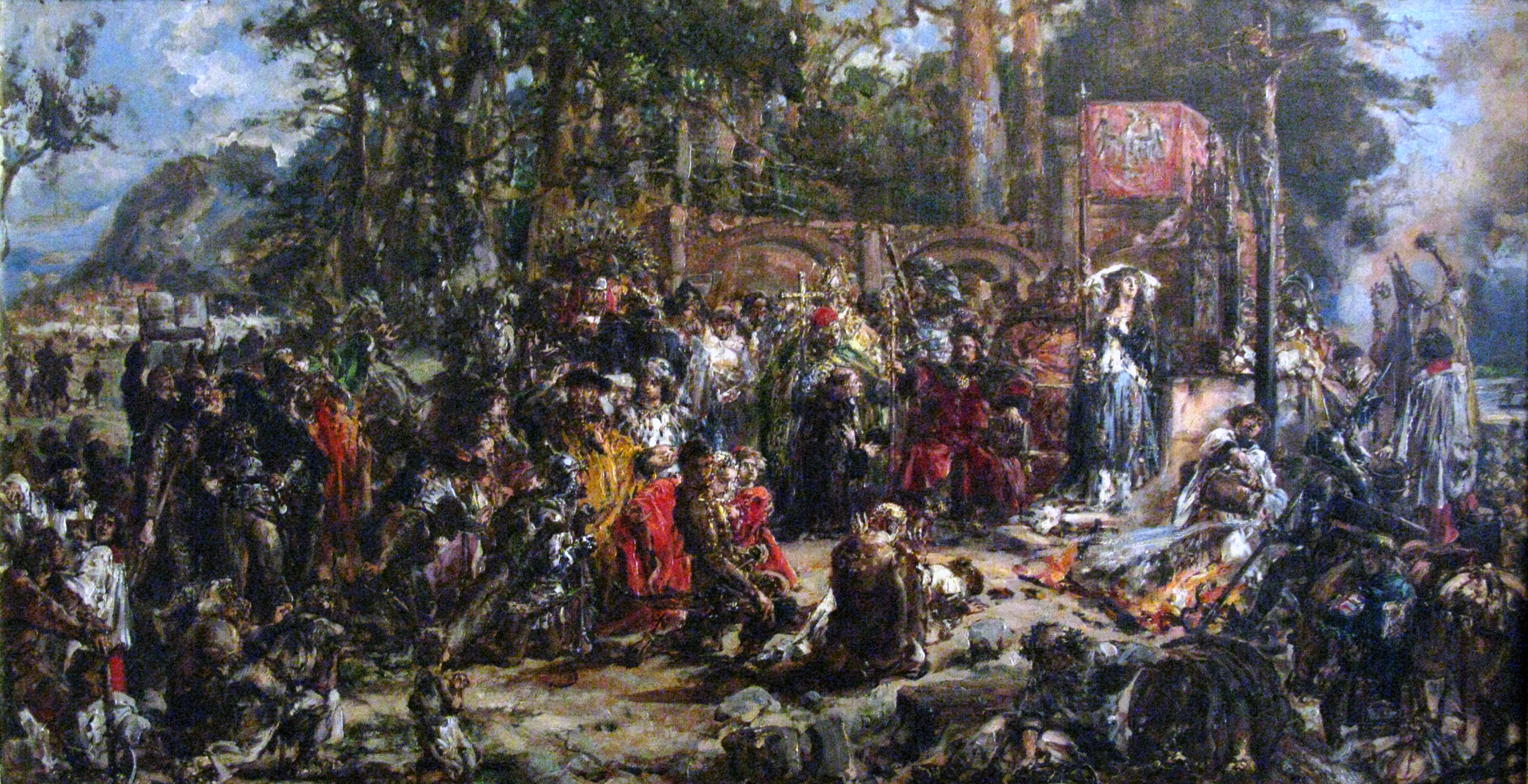
" Хрещення Литви " Яна Матейка

Йогайла повернувся до Литви в лютому 1387 року. Хрещення дворян та їх селян спочатку здійснювалось у столиці Вільнюсі та околицях. Дворянство та деякі селяни в Аукштайтії охрестилися навесні, а за ними і решта литовської знаті. Парафії були створені по всіх етнічних землях Литві, а новий Вільнюський собор був побудований у 1387 році на місці зруйнованого язичницького храму. Згідно з інформацією про спірну точність, яку надав Ян Длугош, перші парафіяльні церкви були побудовані в литовських язичницьких містах Вількмерге, Майшагала, Ліда, Неменчине, Медінінкай, Крева, Хайна та Абольці, всі вони належали до вотчини Йогайли. 19 квітня 1389 р. Папа Римський Урбан VI визнав Литву статусом римо-католицької держави.
Жемайтія була останнім етнічним регіоном Литви, який християнізувався в 1413 р. Після поразки Тевтонського ордену в битві під Грунвальдом та Тернівським миром і наступним поверненням під контроль Литви. У листопаді 1413 р. Сам Вітовт переплив річку Неман і Дубису, дійшов до околиць Бетигали, де охрестив перші групи жемайтів. У 1416 р. Було розпочато будівництво восьми перших парафіяльних церков. Жемайтська єпархія була створена 23 жовтня 1417 р., А Матвій Тракайський став першим єпископом Жемайтії. Собор був побудований в Медінінкаї близько 1464 року.

## Наслідки
Етнічні литовські дворяни були більшістю навернувшихся до католицизму, Язичницькі звичаї тривалий час панували серед простого народу Литви і приховувались таємно. Ні священиків ні прихильників старої віри не переслідували. Однак з 17 століття, після Контрреформації (1545—1648), римо-католицька віра витіснила язичницькі вірування.
Навернення та його політична складова мали тривалі наслідки для історії Литви. Оскільки більшість населення Великого князівства Литовського за межами Литви була православною, а еліта поступово переходила до римо-католицизму, релігійна напруженість зростала. Частина православних Гедиміновичів виїхала з Литви до Московії, де вони породили такі роди, як Галіцини і Трубецькі. Православне населення нинішньої України та східної Білорусі часто симпатизувало правителям Московії, які зображували себе поборниками православ'я. Ці почуття сприяли таким подіям, як битва над Ведрошею, яка покалічила Велике князівство і підірвала його позицію домінуючої держави у Східній Європі.
З іншого боку, перехід до римо-католицизму сприяв інтеграції Литви до культурної сфери Західної Європи та відкрив шлях до політичного союзу Литви та Польщі, наслідками якого стала Люблінська унія 1569 року.